# Wilhelmine Schirmer-Pröscher

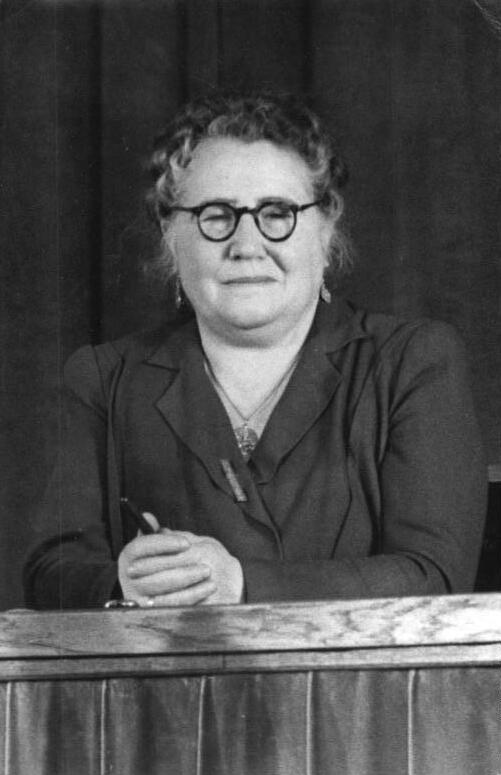
Wilhelmine Schirmer-Pröscher (1950)

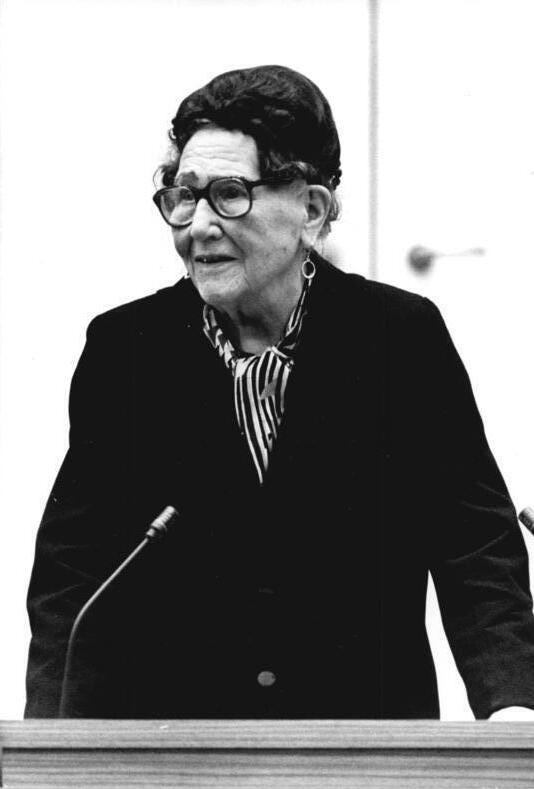
Wilhelmine Schirmer-Pröscher (1986)

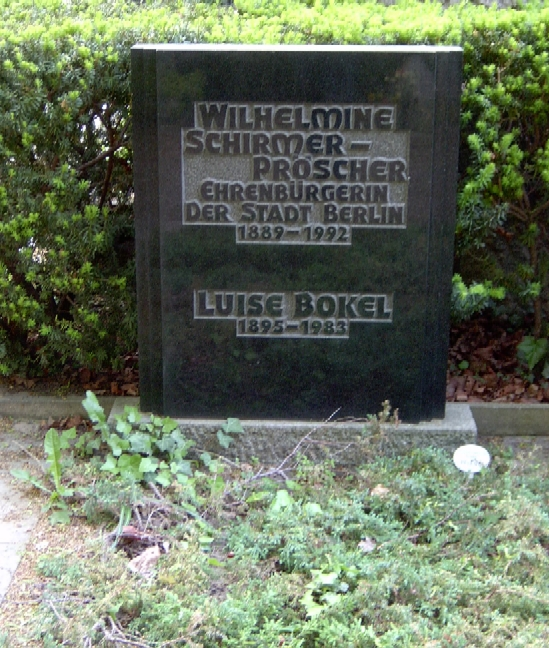
Graf van Wilhelmine Schirmer-Pröscher op de Dorotheenstädtischer Friedhof in Berlijn

Wilhelmine Schirmer-Pröscher (Gießen, 9 juli 1889 – Berlijn, 2 maart 1992) was een Oost-Duitse politica.

## Biografie
Wilhelmine Schirmer, geboren Pröscher was van 1905 tot 1907 drogist in Wiesbaden. Van 1907 tot 1909 studeerde zij voor lerares en werkte daarna tot 1912 als privélerares in Frankfurt am Main. Na haar huwelijk in 1912 zorgde zij voor het huishouden en haar kinderen in Mariendorf. In 1919 werd ze lid van de links-liberale Duitse Democratische Partij (Deutsche Demokratische Partei, DDP) en ondersteunde de campagne van Wilhelm Külz voor het lidmaatschap van de Nationale Vergadering van Weimar (Weimarer Nationalversammlung). Na diens verkiezingen trok zij zich uit de politiek terug en wijdde zich opnieuw aan het huishouden en de opvoeding van haar kinderen. Na het overlijden van haar echtgenoot (†1931) runde zij tot 1945 de familiedrogisterij in Mariendorf.
Wilhelmine Schirmer-Pröscher was na de Tweede Wereldoorlog een van de oprichters van de Liberaal-Democratische Partij van Duitsland (Liberal-Demokratische Partei Deutschlands, LDPD) in de Sovjet-bezettingszone in Duitsland (SBZ). Tot 1989 bekleedde zij diverse bestuursfuncties binnen de LDPD. Van 1946 tot 1989 was zij lid van het Uitvoerende Comité van het Centraal Bestuur van de LDPD en vanaf 1949 was ze vicevoorzitter van de LDPD. In 1947 was ze medeoprichtster van de Democratische Vrouwenbond van Duitsland (Demokratischer Frauenbund Deutschlands, DFD) en vertegenwoordigde deze organisatie van 1948 tot 1949 in de Tweede Duitse Volksraad en vanaf 1949 in de Volkskammer. Van 1954 tot 1963 was ze vicevoorzitter van de Volkskammer en na 1963 was ze lid van het presidium. Gezien haar hoge leeftijd was zij sedert 1971 het oudste lid van de Volkskammer en daarom was zij tot 1989 Alterspräsidentin.
Schirmer-Pröscher was ook actief in de gemeentepolitiek. Van 1948 tot 1953 was zij gemeenteraadslid van Groot-Berlijn en vanaf 1949 was ze vicevoorzitter van de LDPD-Oost-Berlijn.
Na de Wende werd ze lid van de Bond van Vrije Democraten (Bund Freier Demokraten, BFD) (maart 1990-augustus 1990) en daarna van de Vrije Democratische Partij (Freie Demokratische Partei, FDP).
Wilhelmine Schirmer-Pröscher overleed begin 1992 op 102-jarige leeftijd te Berlijn.

## Nevenfuncties
- Lid Presidium van de Vredesraad (1950-)
- Lid Presidium van de Liga voor de Verenigde Naties (1954-)
- Lid Presidium van het Comité voor de Bescherming van de Mensenrechten (1959-)

## Onderscheidingen
- Vaderlandse Orde van Verdienste in goud - 1950
- Eremedaille Vaderlandse Verdienstenorde in goud - 1959
- Karl Marx-orde - 1984
- Ster en Grote Ster der Volkerenvriendschap
- Ereburger van Oost-Berlijn - 1989